# Степовое (Кобелякский район)
Степовое (укр. Степове, до 2016 г. — Чапаево) — село в Кобелякском районе
Полтавской области Украины. Входит в состав Червоноквитовского сельского совета.
Население по переписи 2001 года составляло 226 человек.

## Географическое положение
Село Степовое находится на левом берегу пересыхающей, сильно заболоченной реки Кустолово, выше по течению на расстоянии в 2 км расположено село Мушина Гребля (Новосанжарский район), ниже по течению на расстоянии в 2,5 км расположено село Червоные Квиты.

## История
На немецкой карте указано название до власти большевиков - Скорики